# Lasse Nordvall
Lars (Lasse) Felix Nordvall, född 22 september 1928 i Husum i Örnsköldsviks kommun, död 27 oktober 2004 i Linköping, var en svensk tävlingscyklist.
Nordvall representerade Linköpingsklubben CK Hymer och var svensk och nordisk mästare. Han deltog i OS 1952, där han bröt i linjeloppet, samt i OS 1956, där han slutade tia i linjeloppet individuellt och femma i lag.
Lasse Nordvall är gravsatt på Östra griftegården i Linköping.